# 布因 (巴布亚新几内亚)
布因（Buin）是巴布亚新几内亚，布干维尔岛南端的一个居民点，约有750余人。

## 历史
第一次世界大战之后不久，德国定居者来到布卡地区淘金。许多当地土著的布干维尔人從德国人那里学了许多手艺，比如制砖的技术。
第二次世界大战期间，日本人从1942年初开始占领了此地，并建成军事基地，布卡在日本人的统治下直到1945年战争结束。如今布卡还有不少生锈了的遗迹，日本人曾打算将大量日本居民移民此地，打造一个小东京。另外二戰期間擔任日本海軍聯合艦隊司令長官山本五十六1943年搭乘飛機前往所羅門群島前線視察的途中，其座機遭美軍攔截並擊落，最終葬身於此。
1989年布干维尔危机后，整座城镇遭到了很大的破坏。如今的布因，小规模经营业主和承包商都开始有所发展。巴布亚新几内亚的建筑商在当地有不少订单，其中大部分是建造学校的，其他项目还包括一个警察局和当地法院。两座以上的旅店也在建设中，现在的布因就像是从废墟上崛起。

## 交通
布因有公路连接布干维尔自治区的其他地方，比如阿拉瓦、布卡等城镇。布因曾有布因机场（Kara Airfield）连接国内各地，由新几内亚航空运营，但是机场在1989年布干维尔危机后被弃用，如今已经杂草丛生。